# تپه‌محله
تپه‌محله (به لاتین: Təpəməhlə) یک منطقهٔ مسکونی در جمهوری آذربایجان است که در شهرستان آغ‌دام واقع شده‌است.